# Mörk slamfluga
Mörk slamfluga (Eristalis intricaria) är en blomfluga som tillhör släktet slamflugor. 

## Kännetecken
Mörk slamfluga är en medelstor blomfluga med en längd på 10 till 15 millimeter. Bakkroppen har lång behåring av varierande färg, från svart till rödgul. Hårfärgen på bakkroppsspetsen är dock alltid vit eller gulaktig. Den långa behåringen gör den humlelik (se mimikry). Bakkroppen kan ha ljusa parfläckar men dessa kan också saknas helt. Ryggskölden är mörk med rödgul eller ibland svart behåring. Vingfjällen är mörkbruna eller gråsvarta. Vingarna är klara med endast otydlig vingfläck.

## Levnadssätt
Mörk slamfluga finns i de flesta miljöer men är beroende av fuktiga områden för larvernas utveckling. Man kan se den på korgblommiga och flockblommiga växter men även många andra blommor. Hanen hävdar revir. I Sverige varar flygtiden från maj till september. Larverna utvecklas i näringsrika halvflytande slampölar och diken. De kan även hittas i fuktig kospillning. 

## Utbredning
Mörk slamfluga finns i hela Norden utom på kalfjället. Den är en av de vanligare blomflugorna i Sverige. Den finns i nästan hela Europa. Den finns österut till västra Sibirien och Centralasien.

## Etymologi
Intricaria betyder förvilla, förbrylla på latin. 